# Гончаров, Борис Прокопьевич (литературовед)
Бори́с Проко́пьевич Гончаро́в (род. 1934) — советский и российский литературовед, специалист по творчеству Владимира Маяковского.

## Биография
Борис Гончаров родился в 1934 году.
Литературовед, специалист по творчеству Владимира Маяковского.
В 1979 году защитил диссертацию на соискание учёной степени доктора филологических наук («Поэтика Маяковского как система: лирический герой послеоктябрьской поэзии Маяковского и пути его художественного утверждения»).

### Книги

#### Автор
- Гончаров Б. П. Звуковая организация стиха и проблемы рифмы / Ответственный редактор Л. И. Тимофеев. — М.: Наука, 1973. — 274 с.
- Гончаров Б. П. О поэтике Маяковского. — М.: Знание, 1973. — 63 с. — (Новое в жизни, науке, технике).
- Гончаров Б. П. Поэтика Маяковского: Лирический герой послеоктябрьской поэзии и пути его художественного утверждения. — М.: Наука, 1983. — 352 с.
- Гончаров Б. П. Анализ поэтического произведения. — М.: Знание, 1987. — 61 с.

#### Составитель, редактор
- Маяковский В. В. Проза. Драматургия: [Для старших классов] / Сост. Б. П. Гончаров, А. П. Зименков, В. Н. Терёхина; Авт. послесл. Б. П. Гончаров; Авт. коммент. А. П. Зименков, В. Н. Терёхина; Худ. Н. А. Абакумов. — М.: Просвещение, 1986. — 175 с. — ISBN 5-270-00330-9.

### Статьи
- Гончаров Б. П. Новаторская ритмика Маяковского // В мире Маяковского: Сборник статей. Книга 2  / Составители А. А. Михайлов, С. С. Лесневский. — М.: Советский писатель, 1984. — С. 100—125.